# رادومیر دراشوویچ
رادومیر دراشوویچ (انگلیسی: Radomir Drašović؛ زادهٔ ۲۲ ژوئیهٔ ۱۹۹۷) بازیکن واترپلو اهل صربستان است.
وی در مسابقات کشوری و بین‌المللی در مجموع برندهٔ ۱ مدال طلا شده است.